# Page Two
Albums de Twice
The Story Begins
(2015) Twicecoaster: Lane 1
(2016)
Singles
1. Cheer Up
Sortie : 25 avril 2016

Page Two est le deuxième mini-album du girl group sud-coréen Twice. Il est sorti le 25 avril 2016,. L'EP contient sept titres (six dans sa version digitale) dont le single "Cheer Up".
Le 11 avril 2016, JYP Entertainment a annoncé sur les réseaux sociaux que le groupe ferait son retour le 25 avril avec le mini album Page Two et le single "Cheer Up". Tout comme leur précédent single "Like Ooh-Ahh", le titre est composé par les Black Eyed Pilseung. Il est présenté comme étant une chanson pop « colorée » comprenant des éléments de hip-hop, de drum & bass et de tropical house.
Plusieurs teasers présentant chacune des membres et un aperçu du clip vidéo ont été révélés du 17 au 24 avril 2016. Le 25 avril, le vidéoclip de "Cheer Up" a été publié en ligne et par l'intermédiaire de l'application V Naver.
La chanson "Precious Love" est une reprise de la chanson de 1998 de Park Ji-yoon. La version de Twice propose de nouveaux arrangements inspirés par le hip-hop et la house, ainsi qu'un couplet de rap écrit par Chaeyoung.

## Liste des pistes
| No | Titre                                           | Auteur                                          | Producteur(s)                                                                       | Durée |
| -- | ----------------------------------------------- | ----------------------------------------------- | ----------------------------------------------------------------------------------- | ----- |
| 1. | Cheer Up                                        | Sam Lewis                                       | Rado                                                                                | 03:29 |
| 2. | Precious Love (소중한 사랑; Sojunghan Sarang)   | J.Y. Park "The Asiansoul", Son Chae-young (Rap) | J.Y. Park "The Asiansoul"                                                           | 03:51 |
| 3. | Touchdown                                       | Mafly                                           | The Karlssons, EJ Show                                                              | 03:23 |
| 4. | Ready to Talk (툭하면 톡; Tukhamyeon Tok)       | Kim Min-ji (Jam Factory)                        | Choi Jin-seok, Ronald "AV" Ndlovu, Emmanuel Jimenez, Courtney Woolsey, Stacy Hebert | 03:16 |
| 5. | Woohoo                                          | Jang Jun-ho, Jinri                              | Glory Face                                                                          | 03:21 |
| 6. | My Headphones On (Headphone 써; Headphone Sseo) | Kim Eun-soo                                     | Didrik Thott, Niclas Kings, Ylva Dimberg                                            | 03:16 |
| 7. | I'm Gonna Be a Star                             | J.Y. Park, Olltii                               | J.Y. Park, Frants, The Vanderveers                                                  | 03:18 |

## Classement
| Classement (2016)         | Meilleure position |
| ------------------------- | ------------------ |
| Corée du Sud (Gaon)       | 2                  |
| Japon (Oricon)            | 16                 |
| Taïwan (G-Music)          | 4                  |
| US Billboard World Albums | 6                  |

## Historique de sortie
| Pays         | Date          | Format                       | Label                       |
| ------------ | ------------- | ---------------------------- | --------------------------- |
| Monde entier | 25 avril 2016 | Téléchargement numérique, CD | JYP Entertainment, KT Music |
| Corée du Sud | 25 avril 2016 | Téléchargement numérique, CD | JYP Entertainment, KT Music |